# Tricholeon nigripes
Tricholeon nigripes is een insect uit de familie van de mierenleeuwen (Myrmeleontidae), die tot de orde netvleugeligen (Neuroptera) behoort. 
Tricholeon nigripes is voor het eerst wetenschappelijk beschreven door Kimmins in 1948.